# Mutsuo Takahashi
Takahashi Mutsuo (高橋 睦郎, Mutsuo Takahashi, né le 15 décembre 1937) est un écrivain et poète japonais, auteur de nombreux recueils de poèmes, de romans et d'essais, souvent autour de l'érotisme homosexuel.

## Œuvres
- Poems of a Penisist, trad. Hiroaki Sato, Chicago, Chicago Review Press, 1975.  (ISBN 978-0-914090-08-3).
- A Bunch of Keys: Selected Poems, trad. Hiroaki Sato, Trumansburg (NY), Crossing Press, 1984.  (ISBN 978-0-89594-144-2).
- Sleeping, Sinning, Falling, trad. Hiroaki Sato, San Francisco, City Lights Books, 1992.  (ISBN 978-0-87286-268-5).
- On Two Shores: New and Selected Poems, trad. Mitsuko Ohno et Frank Sewell, Dublin, Dedalus Press, 2006.  (ISBN 978-1-904556-49-7).
- We of Zipangu: Selected Poems, trad. James Kirkup et Tamaki Makoto, Todmorden (UK), Arc Publications, 2006.  (ISBN 978-1-904614-04-3).
- Printemps florentin, choix de poèmes, trad. Bruno Smolarz, Presses de la Sorbonne Nouvelle, "Cahiers de poésie bilingue", n°8, 2020  (ISBN 978-2-37906-042-7)

## Prix
- Prix Yomiuri
- Prix Jun Takami